# گروه ونتینو

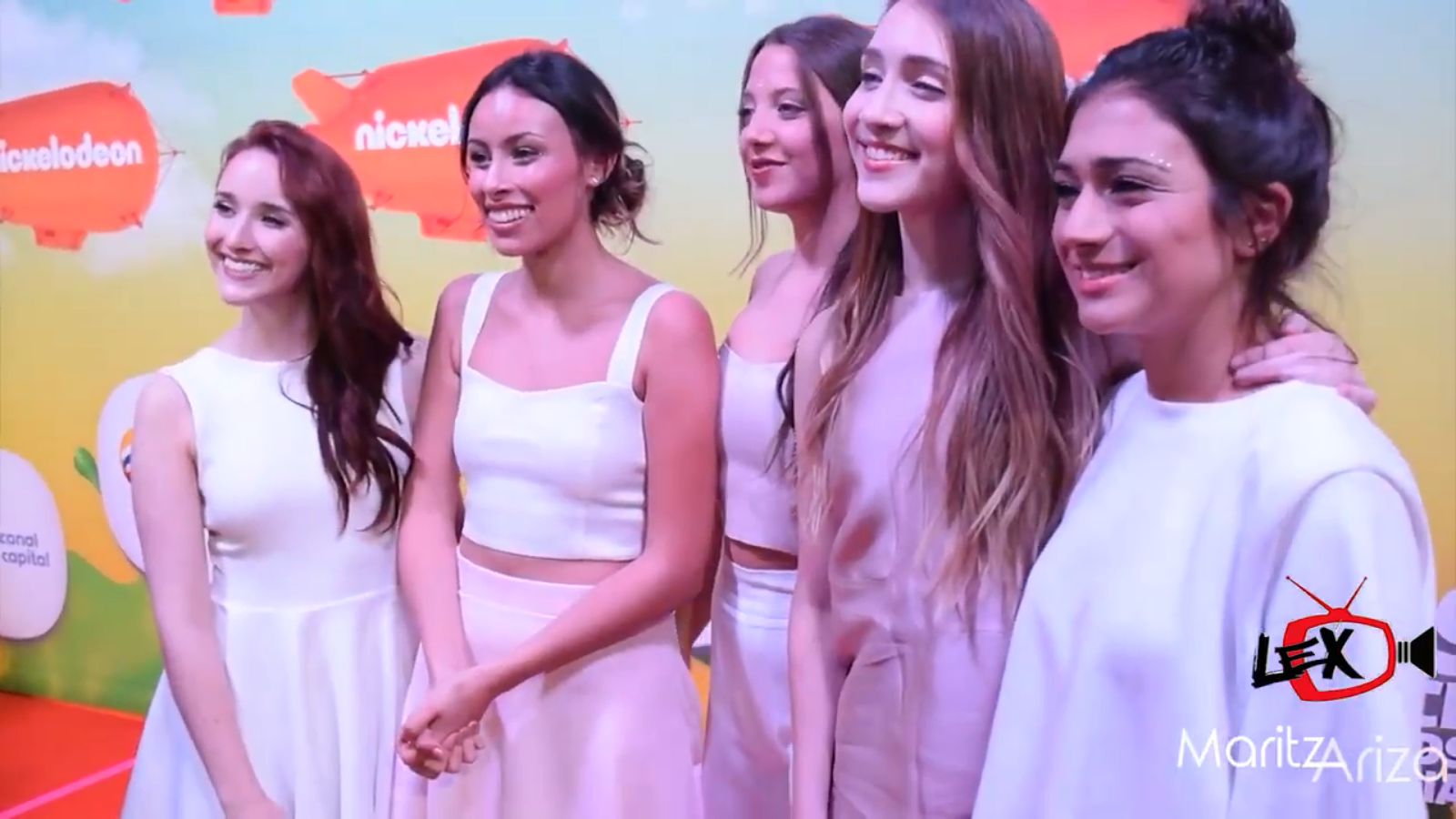

ونتینو یک گروه دخترانه پاپ لاتین است که در بوگوتای کلمبیا تشکیل شد و برای اولین بار در یوتیوب با خواندن نسخه‌های بازخوانی محبوبیت یافت. آنها اولین آلبوم خود را در سال ۲۰۱۸ منتشر کردند. اعضای آن ماریا کریستینا "Makis" de Angulo, Camila Esguerra, Natalia Afanador و Olga Lucía Vives هستند.